# The Big Heat (album)
The Big Heat è un album discografico del cantante statunitense Stan Ridgway, pubblicato nel 1985 dalla I.R.S. Records. e rappresenta l'esordio da solista dopo essere stato la voce dei Wall of Voodoo.
Dall'album sono stati estratti 3 singoli: The Big Heat, Salesman e Camouflage.

## Tracce
Testi e musiche di Stan Ridgway.
1. The Big Heat – 4:34
2. Pick It Up (And Put It In Your Pocket) – 4:33
3. Can't Stop The Show – 3:46
4. Pile Driver – 4:47
5. Walkin' Home Alone – 4:32
6. Drive She Said – 4:18
7. Salesman – 5:30
8. Twisted – 3:38
9. Camouflage – 7:18
10. Rio Greyhound (instrumental) – 3:13

## Formazione
- Stan Ridgway - voce, armonica, tastiera, banjo, chitarra, basso
- K. K. Barrett - batteria
- Hugo Burnham - percussioni
- Hugh Jones - tastiera
- Louis Cabaza - basso
- Tom Recchion - percussioni
- John Dentino - tastiera
- Roger Kleier - chitarra (compare nelle tracce extra del 1993)
- Steve Reid - percussioni
- Cliff Martinez - batteria (compare nelle tracce extra del 1993)
- Joe Ramirez - chitarra, cori, programmazione, basso
- David Sutton - basso (compare nelle tracce extra del 1993)
- Bill Noland - tastiera, pianoforte
- Chris Becerra - batteria
- Bernard Hall - tastiera, cori (compare nelle tracce extra del 1993)
- Mark Terlizzi - tastiera
- Mike Watt - basso
- Louis Van Den Berg - tastiera
- Mark Cohen - banjo, mandolino
- Joe Berardi - batteria
- Richard Gibbs - tastiera
- Bruce Zelesnik - batteria
- Mitchell Froom - tastiera
- Eric Williams - chitarra
- Pietra Wexstun - tastiera, cori
- Mr. Christopher - violino, violoncello
- Richard Greene - violino
- Bruce Fowler - trombone
- Jim Pollack - sax (compare nelle tracce extra del 1993)